# Baktyoraz Bejsekbajew
Baktyoraz Bejsekbajew (kaz. Бақтыораз Бейсекбаев, ros. Бахтурас Бейсекбаев, ur. 1920 we wsi Iljinskoje (obecnie nieistniejącej) w obwodzie ałmaackim, zm. 26 czerwca 1941 w okolicach wsi Dekszniany niedaleko Radoszkowicz) – radziecki lotnik wojskowy narodowości kazachskiej, młodszy sierżant lotnictwa, uhonorowany pośmiertnie tytułem Bohatera Federacji Rosyjskiej (1996) i  Narodowego Bohatera Kazachstanu (1998).

## Życiorys
Był Kazachem. Po powołaniu do Armii Czerwonej służył w lotnictwie. Po ataku Niemiec na ZSRR brał udział w walkach na Froncie Zachodnim jako strzelec załogi 1 eskadry lotnictwa bombowego 207 pułku lotniczego 42 Dywizji Lotnictwa Bombowego 3 Korpusu Lotnictwa Bombowego. 26 czerwca 1941 podczas bombardowania kolumny samochodowej wroga na szosie między Mołodecznem a Radoszkowiczami bombowiec, w załodze którego był Bejsekbajew, został trafiony i spadł w okolicach wsi Dekszniany w rejonie radoszkowickim. Bejsekbajew zginął razem z dowódcą A. Masłowem, nawigatorem W. Bałaszowem i radiotelegrafistą G. Rieutowem. Według jednej z wersji, przed upadkiem samolotu na ziemię Masłow skierował płonącą maszynę na skupisko techniki wroga na szosie w celu wykonania taranowania. Według innej, oficjalnej wersji, tego dnia w walce powietrznej taranowanie wykonała załoga kapitana Nikołaja Gastełło. Postanowieniem prezydenta Rosji Borysa Jelcyna z 2 maja 1996 Bejsekbajew wraz z pozostałymi członkami załogi pośmiertnie otrzymał tytuł Bohatera Federacji Rosyjskiej.